# Rush Hill (Missouri)
Rush Hill est un village du comté d'Audrain, dans le Missouri, aux États-Unis,. Situé au centre du comté, il est incorporée en 1881.

## Démographie
Lors du recensement de 2010, la ville comptait une population de 151 habitants. Elle est estimée, en 2016, à 153 habitants.

## Source de la traduction
- (en) Cet article est partiellement ou en totalité issu de l’article de Wikipédia en anglais intitulé « Rush Hill, Missouri » (voir la liste des auteurs).